# Casa Anita Colomer
La Casa Anita Colomer és una obra modernista de Vic (Osona) protegida com a Bé Cultural d'Interès Local.

## Descripció
Edifici entre mitgeres que forma cantonada. Consta d'una planta baixa, tres pisos superiors i golfes, coberta a una vessant amb teula àrab i els vèrtex decorats amb ceràmica verda.
Les obertures es distribueixen asimètricament, mantenint una gradació de proporcions en alçada. Destaca la tribuna del balcó, les baranes de ferro forjat i la decoració de ceràmica verda.